# Mathilde Aussant
Pour les articles homonymes, voir Aussant.
Mathilde Aussant, née Mathilde Céleste Gaudet le 27 février 1898 à Donges (Loire-Atlantique) et morte le 23 juillet 2011 à Vendôme, est une supercentenaire française. Elle a été considérée à tort comme doyenne des Français lors du décès d'Eugénie Blanchard le 4 novembre 2010 car la véritable doyenne, Maria Diaz, n'était pas encore connue.

## Biographie
Elle est née Gaudet en 1898 à Donges, de François Gaudet et Hélène Halgand en Loire-Inférieure. Elle est la 5e d'une fratrie de onze enfants. À la suite du décès de sa mère, elle quitte Donges en 1923 pour rejoindre Paris. Elle y exerce différents métiers (gardienne d'immeuble, femme de ménage). Elle épouse un cheminot de la gare Saint-Lazare qui meurt en 1936. Elle épouse en 1946 un autre cheminot, René Aussant, décédé en 1961.
Sa fille unique, née de son premier mariage, est morte en 2007. En 1999, elle rejoint la maison de retraite de la Sagesse à Morée.
En 2008, elle reçoit la médaille de la ville de Donges, sa ville natale et celle de l'assemblée nationale, remise par Maurice Leroy, président du conseil général de Loir-et-Cher et député.
Elle meurt à l'hôpital de Vendôme, le 23 juillet 2011.
Elle est inhumée à Fréteval.